# Hulusi Akar
Hulusi Akar (nacido el 12 de marzo de 1952) es un político y militar turco, ex general de cuatro estrellas de las Fuerzas Armadas de Turquía, que se desempeñó como el vigésimo noveno jefe del Estado Mayor turco. Akar también se desempeñó como comandante de brigada en varios compromisos de la OTAN, incluida la Fuerza Internacional de Asistencia para la Seguridad contra la insurgencia talibán, la Operación Fuerza Deliberada durante la Guerra de Bosnia, la Fuerza de Kosovo durante la Guerra de Kosovo, y supervisó gran parte de la participación turca durante la Guerra Civil de Siria. Fue el ministro de defensa de Turquía desde 2018 hasta 2023.

## Biografía
Akar nació en 1952 en Kayseri, Turquía. Se graduó de la Academia Militar Turca en 1972 y de la Escuela de Infantería Turca en 1973. En 1975 asistió a la Queen's University Belfast para realizar estudios de posgrado en Diplomacia Internacional.
Asistió a programas académicos en Programación Informática en la Universidad Técnica de Medio Oriente y Relaciones Internacionales en la Facultad de Ciencias Políticas de la Universidad de Ankara, y completó su doctorado en la Universidad de Boğaziçi. Su tesis doctoral, que incluía los desarrollos políticos y militares en 1919 sobre las relaciones turco-estadounidenses en primer plano a través de documentos de archivo estadounidenses.

## Vida personal
Akar está casado con Şule, con quien tiene dos hijos. Además del turco, también habla inglés e italiano con fluidez.